# Guyuan Liupanshan Airport
Guyuan Liupanshan Airport är en flygplats i Kina. Den ligger i den autonoma regionen Ningxia, i den nordvästra delen av landet, omkring 270 kilometer söder om regionhuvudstaden Yinchuan.
Runt Guyuan Liupanshan Airport är det ganska tätbefolkat, med 129 invånare per kvadratkilometer. Närmaste större samhälle är Guyuan, 9,6 km sydost om Guyuan Liupanshan Airport. Trakten runt Guyuan Liupanshan Airport består i huvudsak av gräsmarker.
Genomsnittlig årsnederbörd är 614 millimeter. Den regnigaste månaden är september, med i genomsnitt 140 mm nederbörd, och den torraste är december, med 1 mm nederbörd.